# Unione Sportiva Mestrina 1965-1966
Questa voce raccoglie le informazioni riguardanti l'Unione Sportiva Mestrina nelle competizioni ufficiali della stagione 1965-1966.

## Rosa
| N. |                   | Ruolo | Calciatore          |
| -- | ----------------- | ----- | ------------------- |
|    | Italia (bandiera) | D     | Aldo Bellan         |
|    | Italia (bandiera) | C     | Mario Bresolin      |
|    | Italia (bandiera) | D     | Brocchi             |
|    | Italia (bandiera) | D     | Danilo Campanarin   |
|    | Italia (bandiera) | D     | Ivano Canella       |
|    | Italia (bandiera) | A     | Guglielmo Castellan |
|    | Italia (bandiera) | D     | Cavaldoro           |
|    | Italia (bandiera) | C     | Bruno Chinellato    |
|    | Italia (bandiera) | A     | Bruno Delle Fratte  |
|    | Italia (bandiera) | C     | Romano Forin        |
|    | Italia (bandiera) | C     | Giovanni Gavagnin   |
|    | Italia (bandiera) | C     | Umberto Gorghetto   |

| N. |                   | Ruolo | Calciatore            |
| -- | ----------------- | ----- | --------------------- |
|    | Italia (bandiera) | C     | Gianfranco Maschietto |
|    | Italia (bandiera) | C     | Sergio Maso           |
|    | Italia (bandiera) |       | Mazzetto              |
|    | Italia (bandiera) | A     | Elio Messori          |
|    | Italia (bandiera) | D     | Franco Rampazzo       |
|    | Italia (bandiera) | P     | Francesco Rettore     |
|    | Italia (bandiera) | P     | Gianni Storto         |
|    | Italia (bandiera) | A     | Ermanno Tagliapietra  |
|    | Italia (bandiera) | A     | Mario Tonello         |
|    | Italia (bandiera) | D     | Roberto Veglianetti   |
|    | Italia (bandiera) |       | Vianello              |
|    | Italia (bandiera) | C     | Corrado Zamengo       |